# 箱根フリーパス

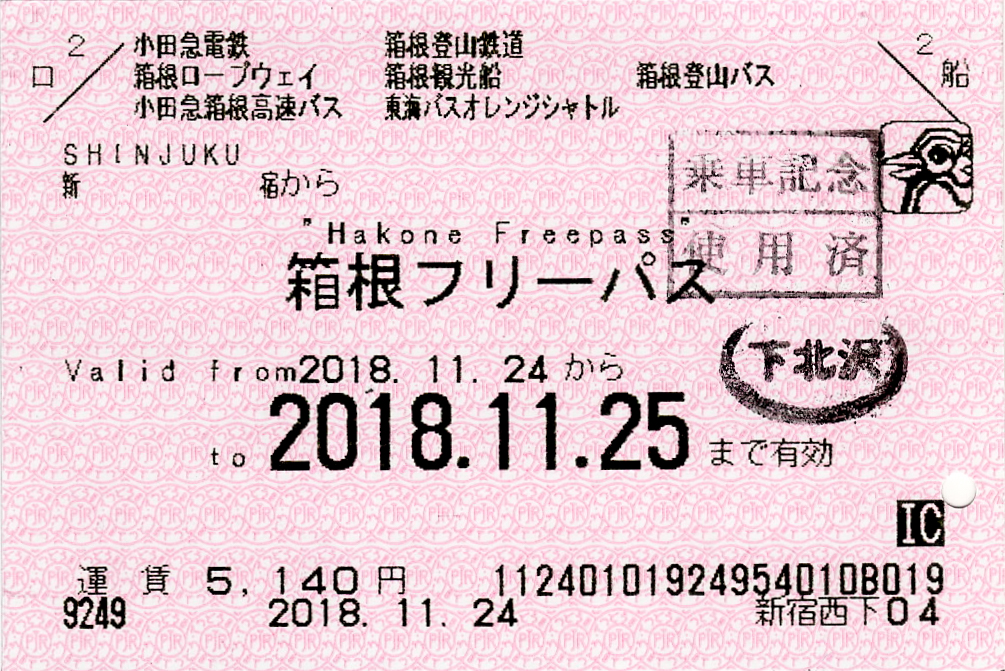
箱根フリーパス

箱根フリーパス（はこねフリーパス）は、小田急電鉄などが発売している周遊券である。

## 概要
1967年3月5日から発売が開始された。

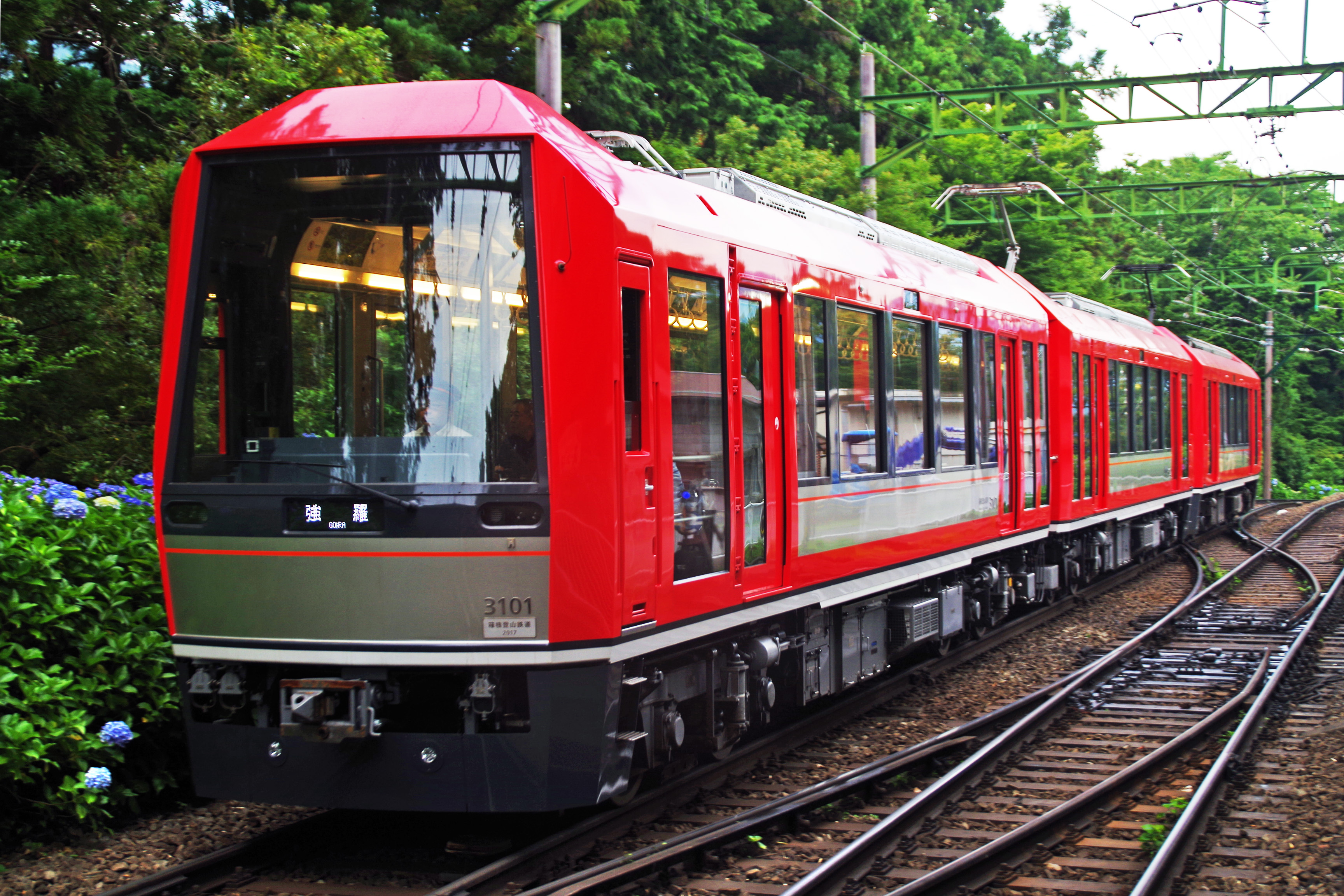
箱根登山電車

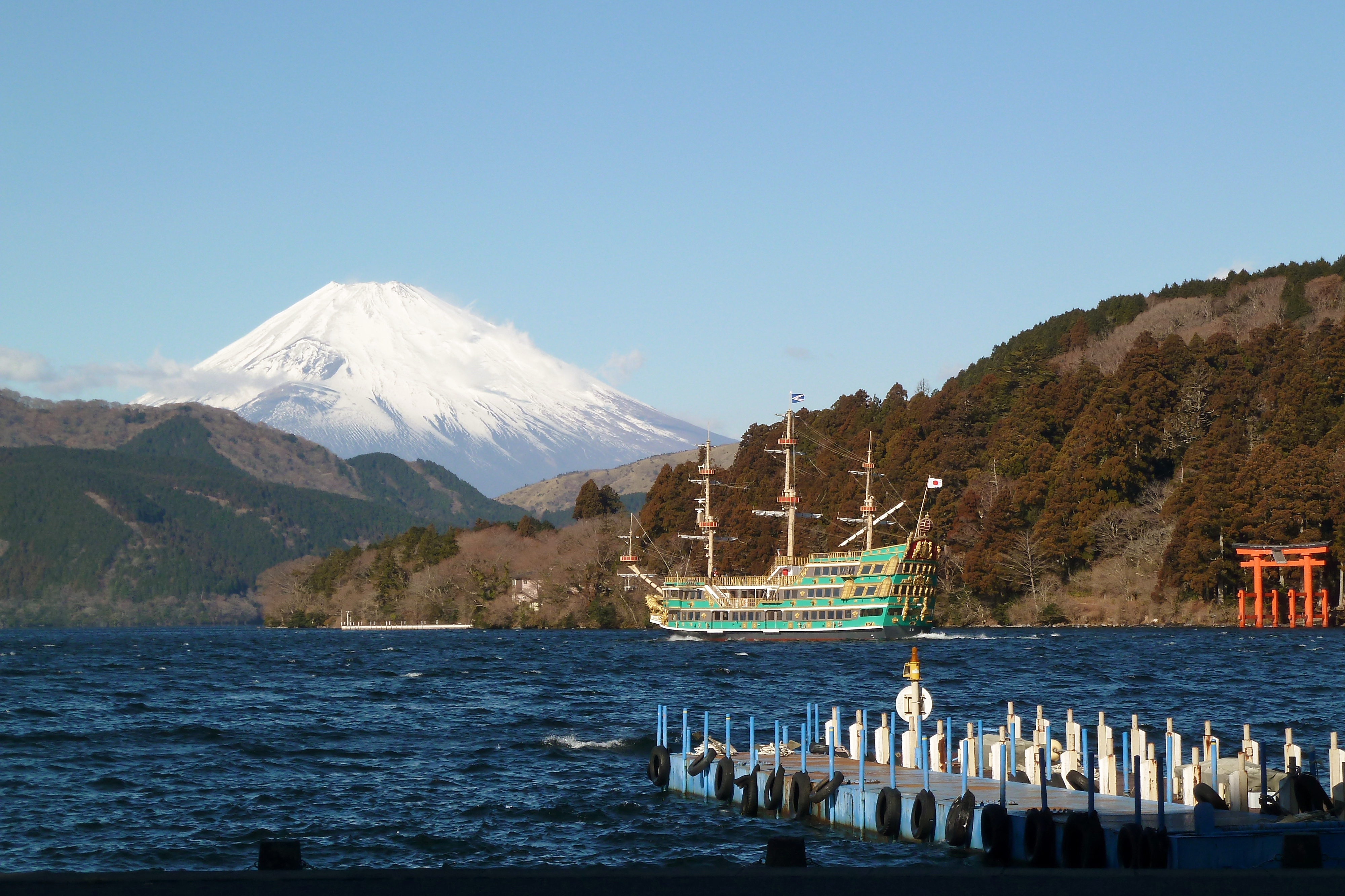
芦ノ湖を航行する箱根海賊船

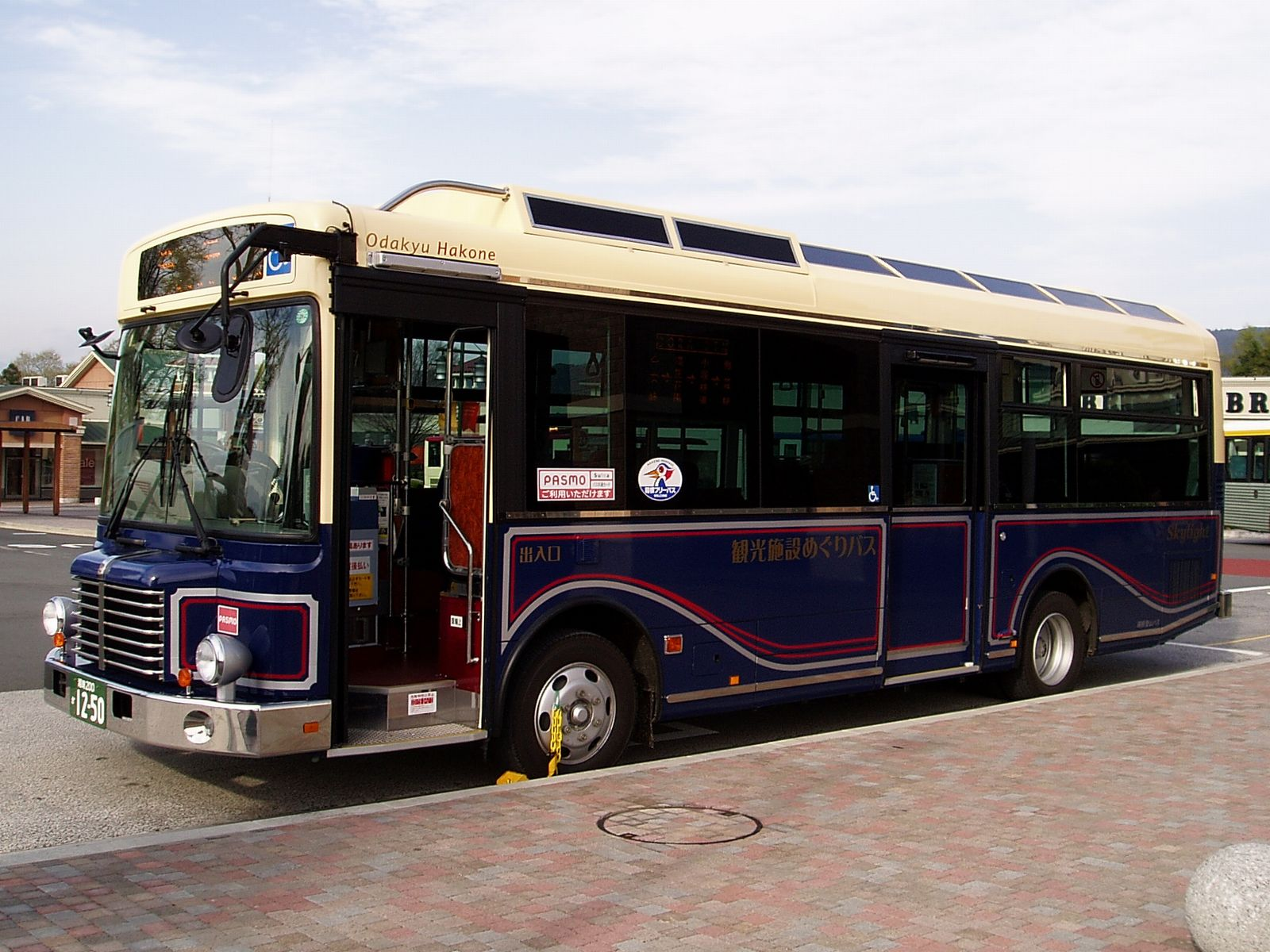
観光施設めぐりバス

小田急箱根の交通機関、箱根登山バス（指定区間）、小田急ハイウェイバス（指定区間）、東海バス（指定区間）が乗り降り自由の周遊券である（詳細は#利用可能な交通機関参照）。小田急線（小田原駅を除く）・西武線・相鉄線内の駅では、小田急線小田原駅までの往復乗車（割引料金）がセットで発売される。
有効期間は1996年以前は4日間、その後は3日間を基本とし、繁忙期を除く平日のみ2日間有効の「箱根ウィークデイパス」（冬季は料金をさらに割り引いた「冬季割引箱根ウィークデイパス」）が発売されていた。有効日数と利用日以外の効力は通常のものと同様であったが、いずれも2007年9月30日をもって発売を終了した。一方で、自家用車で箱根に来訪する観光客を対象に、通用範囲を利用すること自体が観光となり得る海賊船とロープウェイに限定した海賊船・ロープウェイ1日きっぷが発売開始された。
2007年10月1日より2日間有効を基本とし、500円（2019年4月1日より400円）の追加で3日間有効とする改定が行われた。本券の提示により、箱根地区の各施設で優待が受けられる。

## 発売箇所
発売箇所は以下の通り。
- 小田急電鉄
  - 各駅

- 小田急トラベル
  - 各店

- 西武鉄道
  - 池袋駅、小竹向原駅、新桜台駅、西武新宿駅、多摩川線を除く各駅[注 2][5]

- 相模鉄道
  - 各駅（海老名駅、湘南台駅は小田急電鉄にて発売[注 3]）

- 小田急箱根
  - 箱根板橋駅 - 強羅駅間（塔ノ沢駅を除く）、早雲山駅（小田原駅は小田急電鉄にて発売）

- 箱根登山バス
  - 小田原駅前案内所、湯本案内所、元箱根案内所、箱根町案内所、宮城野営業所、仙石案内所、桃源台案内所

- 三島地区
  - 東海バス三島駅前案内所（東海バストラベル三島）、三島観光協会案内所

- 御殿場地区
  - 富士山御殿場・はこね観光案内所、箱根登山ハイヤー御殿場営業所（御殿場駅箱根乙女口）

- 横浜地区
  - 京浜急行バス横浜駅東口バスターミナル案内所、上大岡案内所、横須賀案内所[6]

- 立川地区（2日間有効券のみ発売）
  - 立川バス各営業所、立川駅北口案内所、立川観光[7]

- 主な旅行会社、セブン-イレブン、EMot（スマートフォン用電子チケット）

## 利用可能な交通機関
利用可能な交通機関は以下の通り。

### アクセス

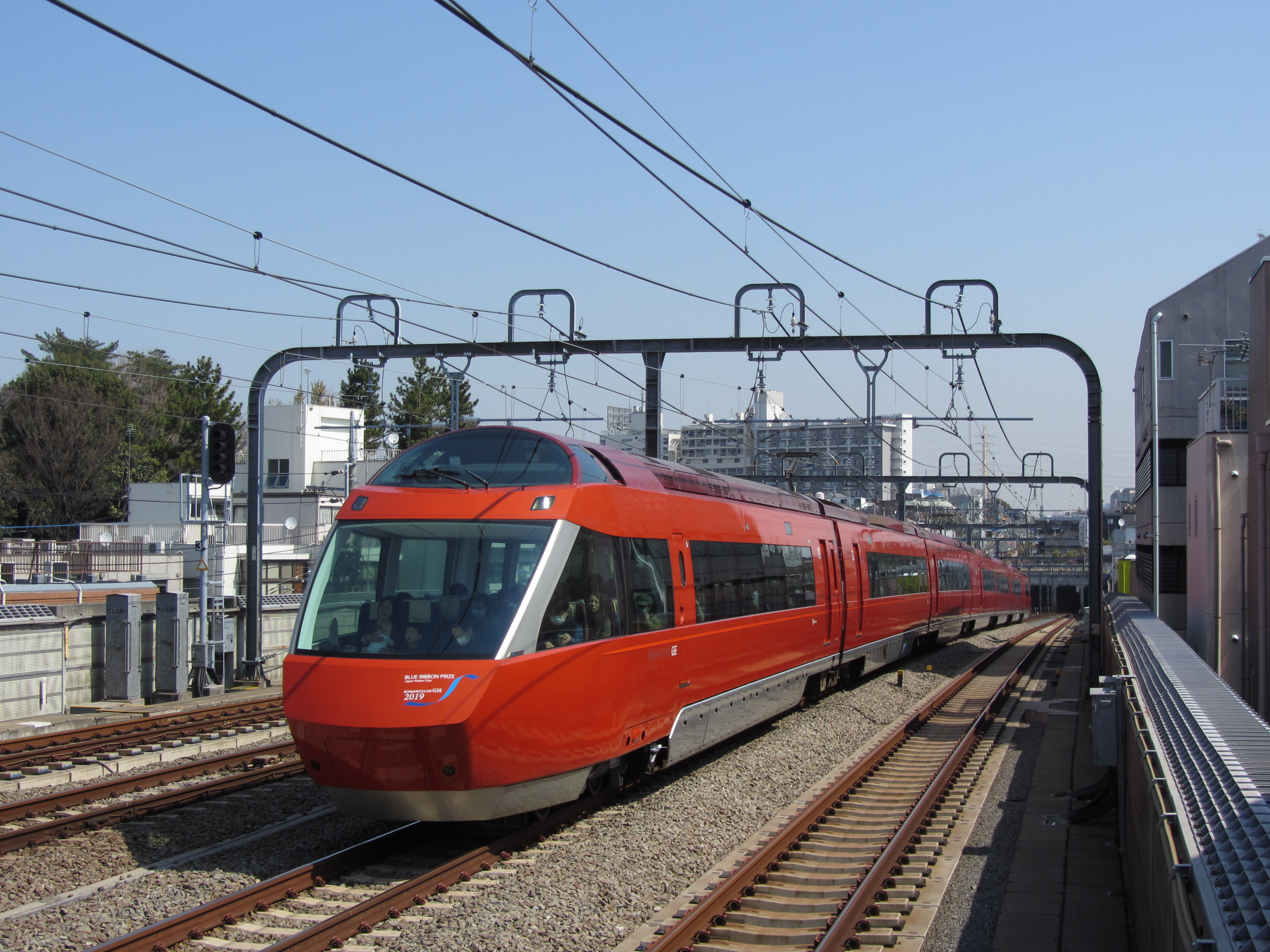
小田急小田原線

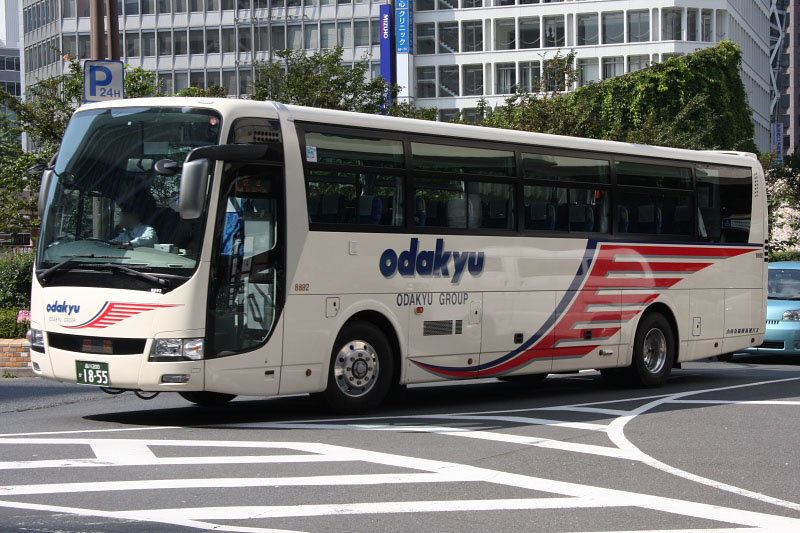
小田急ハイウェイバス

#### 鉄道
- 出発地 - 小田原駅往復（小田急小田原線経由）
  - 下記フリー区間内が出発地の場合は含まれない。
  - 小田急線内[注 4]では、後戻りしない限り、往路・復路とも途中下車が自由にできる。
  - 小田急ロマンスカーおよび西武鉄道の駅が出発地で特急列車利用時は、特急券が別途必要。
  - 西武鉄道の駅が発着地の場合、池袋駅 - 新宿駅間（JR線など）は乗車券が別途必要。
  - 相模鉄道の駅が発着地の場合、小田急電鉄との乗換は海老名駅に限られる[注 5]。

#### バス
- バスタ新宿 - 東名御殿場（小田急ハイウェイバス）
  - 新宿発着のフリーパスを所持している場合に1,000円で利用できる[8]。
  - 東名御殿場 - 箱根地区はフリー区間内となるため、そのまま乗車できる。

- 横浜駅東口 - 御殿場駅・箱根桃源台・箱根湯本駅（小田急箱根高速バス・京浜急行バス）[6]

- 立川駅北口・パレスホテル立川・矢川駅 - 御殿場プレミアム・アウトレット・ホテルクラッド・木の花の湯（立川バス）[7]

### フリー区間

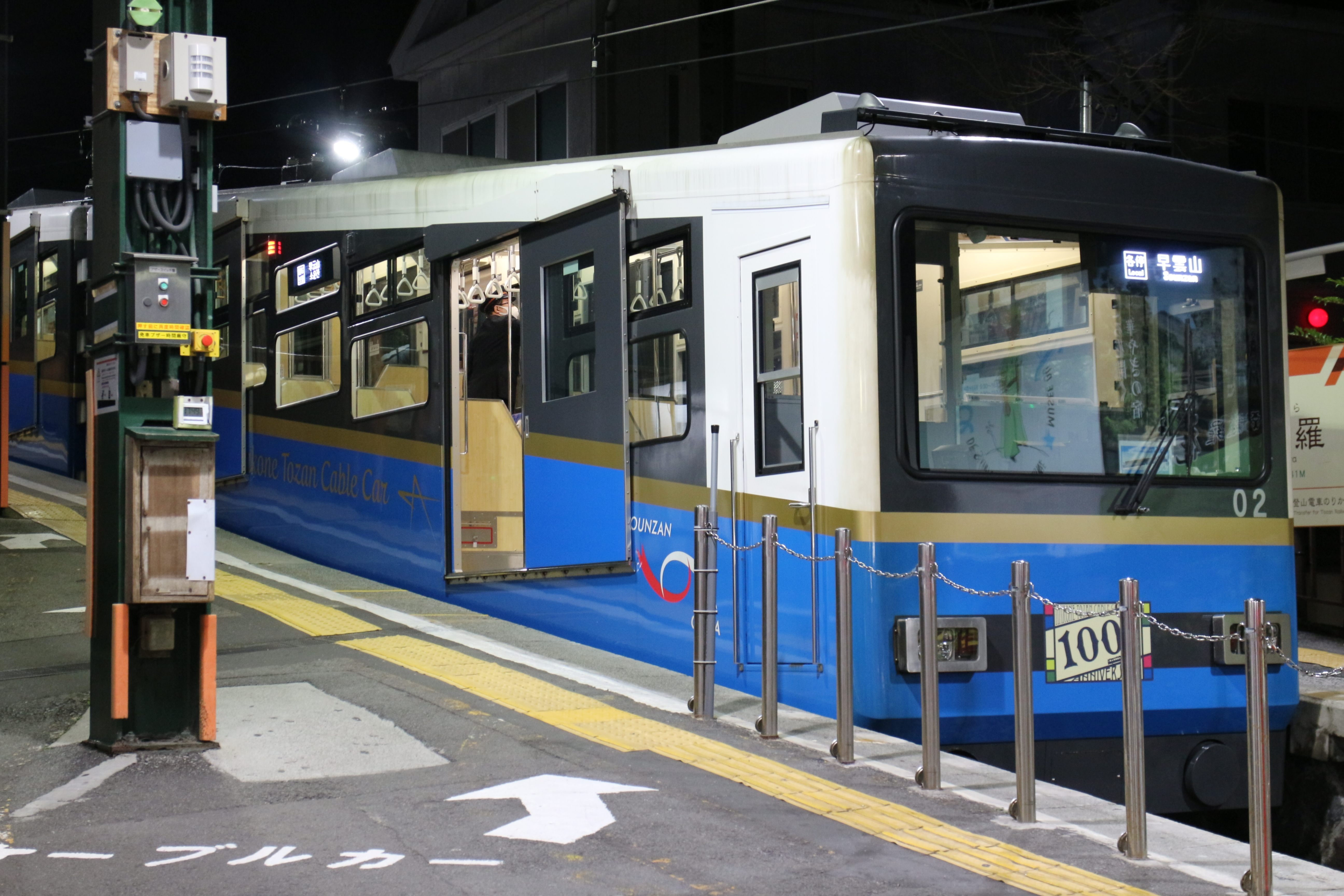
箱根登山ケーブルカー

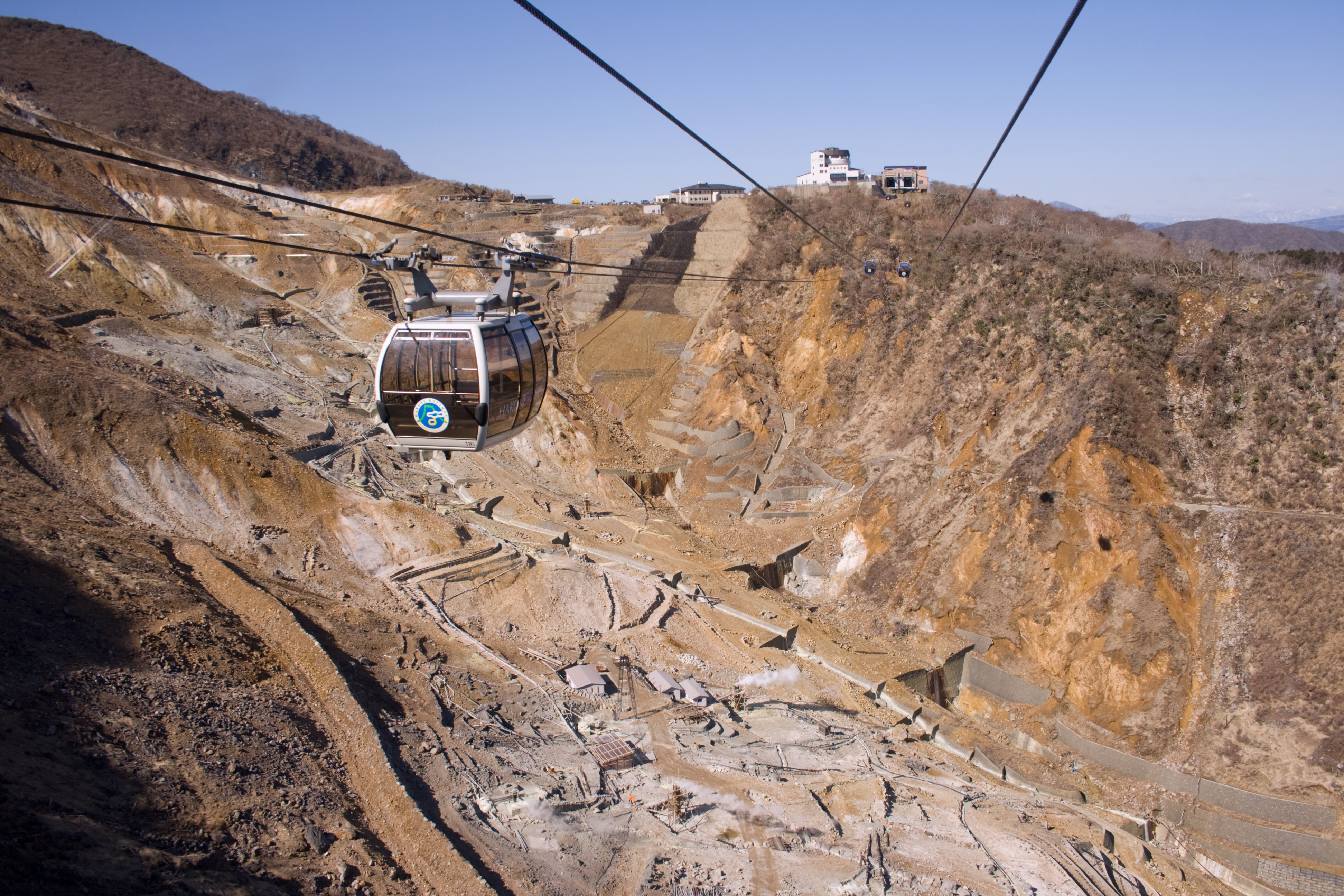
大涌谷上空を通過する箱根ロープウェイ

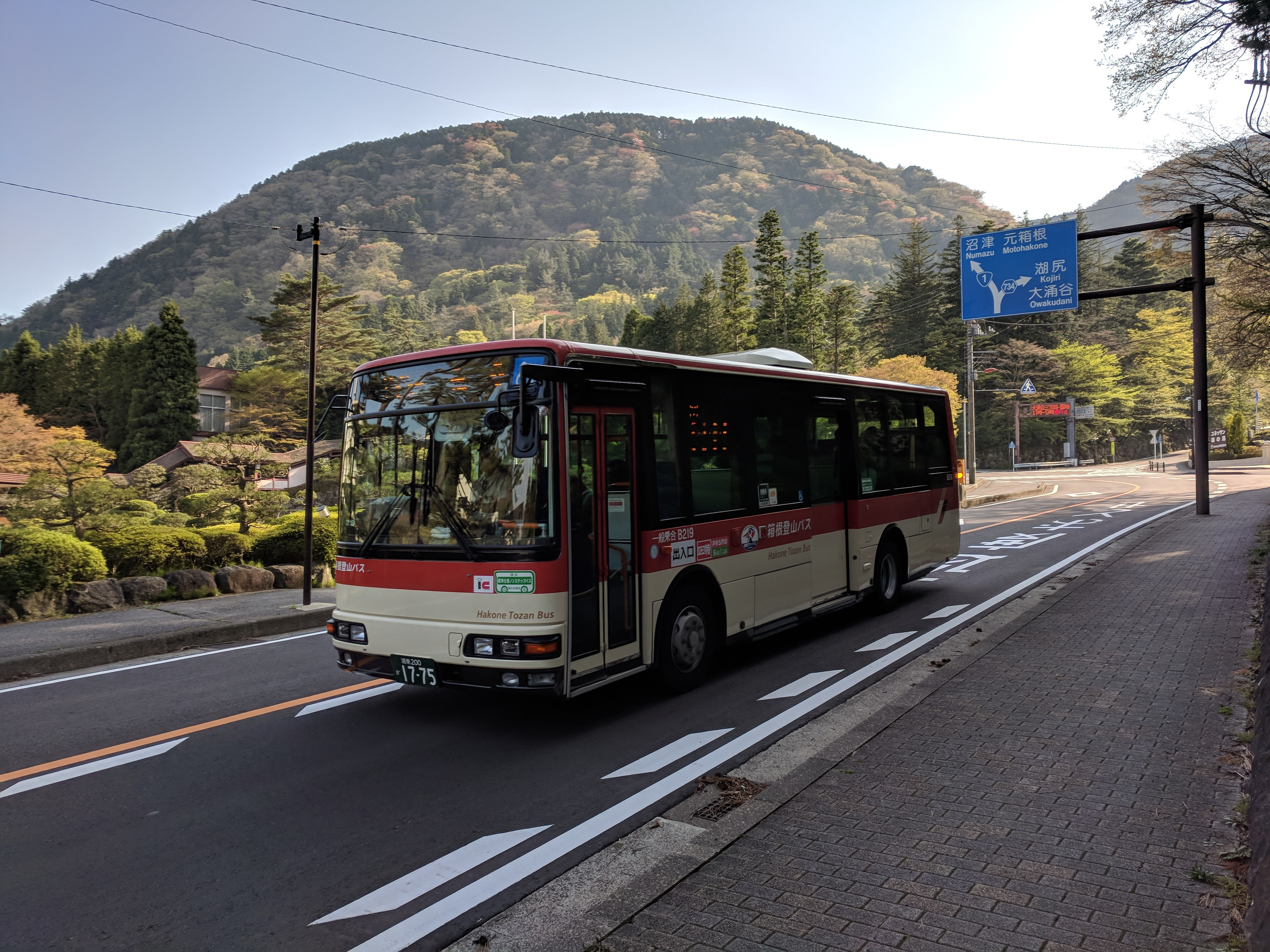
国道1号を走行する箱根登山バス

#### 小田急箱根
- 箱根登山電車・箱根登山ケーブルカー・箱根ロープウェイ全線
  - 小田急ロマンスカー利用時は、特急券もしくは座席券が別途必要。
  - 箱根登山電車の臨時列車「夜のあじさい号」は追加料金が必要。
- 箱根海賊船 全区間[注 6]

#### 箱根登山バス
- 箱根地区内路線（定期観光バス・旅館ホテル送迎バスを除く）[4][8]
  - 小田原駅 - 箱根湯本駅 - 元箱根港・箱根町港・桃源台・湖尻
  - 御殿場駅 - 東名御殿場 - 強羅駅 - 天悠
  - 御殿場プレミアム・アウトレット - 箱根湯本駅
  - 御殿場プレミアム・アウトレット・湿生花園前 - 強羅駅 - 天悠（観光施設めぐりバス）

#### 小田急ハイウェイバス
- 東名御殿場 - 御殿場駅 - 箱根桃源台 - 箱根小田急山のホテル[注 7]

#### 東海バス
- 元箱根港 - 箱根町港 - 三島駅
- 三島駅 - 沼津駅[8]

## 価格
2022年5月1日現在の2日間有効券の価格は、フリーエリア内で購入する場合5,000円（小児は1000円）となる。
- 小田急線内で購入する場合は、発駅 - 小田原駅間の往復運賃を4割引した額に上記金額を加算する。ただし小児運賃は発駅に関わらず片道50円。[9]
- 西武線内で購入する場合、発駅 - 池袋駅または西武新宿駅間の往復運賃を2割引した額に新宿駅発着の価格を合算する。
- 相鉄線内で購入する場合は、発駅 - 海老名駅間の往復運賃を1割引した額に海老名駅発着の価格を合算する。

3日間有効券の価格は、2日間有効券の価格に400円加算した額となる。

## 備考
箱根地域では、かつて小田急グループと西武グループが箱根山戦争と呼ばれる争いを繰り広げた（詳細は当該項目を参照）。現在は様々な協力関係を築いた結果、西武鉄道や箱根園、箱根 駒ヶ岳ロープウェーでも発売や割引が行われるようになったが、伊豆箱根バスは箱根登山バスと運行区間が重なっている場合でも利用できない。また、富士急グループの箱根 十国峠パノラマケーブルカー、芦ノ湖遊覧船も利用できない。